# Chu sa liên
Chu sa liên hay thanh mộc hương, bội xà sinh (danh pháp hai phần: Aristolochia tuberosa) là một loài thực vật thuộc họ Mộc hương nam. Đây là loài đặc hữu của Trung Quốc. Môi trường sống của loài này là các bụi rậm, các thung lũng hay các vách núi đá vôi ở cao độ 100-1.600 m tại các tỉnh Quảng Tây, Quý Châu, Hồ Bắc, Hồ Nam, Tứ Xuyên và Vân Nam.

## Đặc điểm
Cây thân thảo leo cuốn; rễ hình thoi hay hình cầu. Thân góc cạnh, nhẵn nhụi. Cuống lá 7–10 cm, không lông; phiến lá hình tim, 8-14 × 5–11 cm, cả hai mặt không lông, gân lá hình chân vịt, 2-3 cặp từ gốc lá, gốc lá hình tim, lõm gian thùy sâu 1-2,5 cm, đỉnh tù. Có 1-3 hoa trên mỗi nách lá. Cuống hoa thẳng dần lên, khoảng 1,5 cm, không lông; lá bắc con hình trứng, khoảng 5 × 6 mm, mọc gần cuống hoa. Đài hoa màu vàng lục, họng màu tía sẫm; ống tràng thẳng, không lông ở đầu xa trục; túi nhỏ hình cầu, đường kính khoảng 5 mm, không cuống; ống tràng có kích thước khoảng 9 × 1,5 mm; phiến lá đài ở một bên, có lưỡi bẹ, thuôn dài, khoảng 2 × 0,4 cm, đỉnh tù hay có điểm nhọn trên đầu. Bao phấn hình elip, kích thước 0,3-0,4 mm. Bộ nhụy 6 thùy. Quả nang hình trứng ngược, khoảng 3 × 2,5 cm, nứt theo chiều hướng ngọn. Hạt hình trứng, khoảng 4 × 3 mm. Ra hoa tháng 11 năm trước tới tháng 4 năm sau, kết quả từ tháng 6 tới tháng 10.